# Symmetrischer Raum
In der Mathematik sind symmetrische Räume eine Klasse von Riemannschen Mannigfaltigkeiten mit einem besonders hohen Grad an Symmetrien.
Sie sind eine wichtige Klasse von Beispielen in Geometrie und Topologie und finden Anwendung unter anderem in Darstellungstheorie, harmonischer Analysis, Zahlentheorie, Modulformen und Physik.

## Definition
Eine zusammenhängende Riemannsche Mannigfaltigkeit {\displaystyle M} ist ein symmetrischer Raum, wenn es zu jedem {\displaystyle x\in M} eine Spiegelung an {\displaystyle x} gibt, d. h. eine Isometrie
{\displaystyle S_{x}:M\rightarrow M}
mit
{\displaystyle S_{x}(x)=x},
für deren Differential in {\displaystyle x}
{\displaystyle d_{x}S_{x}=-\mathrm {Id} }
gilt, also {\displaystyle d_{x}S_{x}(v)=-v} für alle {\displaystyle v\in T_{x}M}.

### Beispiele
- Der euklidische {\displaystyle \mathbb {R} ^{n}} ist ein symmetrischer Raum, zu jedem {\displaystyle x\in \mathbb {R} ^{n}} definiert man die Spiegelung {\displaystyle S_{x}:\mathbb {R} ^{n}\rightarrow \mathbb {R} ^{n}} durch

{\displaystyle S_{x}(y)=2x-y}.
- Die Einheitssphäre {\displaystyle S^{n}\subset \mathbb {R} ^{n+1}} ist ein symmetrischer Raum. Zu {\displaystyle x,y\in S^{n}} ist {\displaystyle S_{x}(y)\in S^{n}} der eindeutig bestimmte Punkt auf dem Großkreis durch {\displaystyle x} und {\displaystyle y}, für den {\displaystyle d(S_{x}(y),x)=d(y,x)} sowie (falls {\displaystyle x} und {\displaystyle y} keine antipodalen Punkte sind) {\displaystyle S_{x}(y)\not =y} gilt.
- Mit einer bi-invarianten Metrik versehene Lie-Gruppen sind symmetrische Räume. Die Spiegelung {\displaystyle S_{g}} wird definiert durch

{\displaystyle S_{g}(h)=gh^{-1}g}.

### Geodätische Symmetrie
Sei {\displaystyle \gamma :\mathbb {R} \rightarrow M} eine Geodäte mit {\displaystyle \gamma (0)=x}. Aus {\displaystyle d_{x}S_{x}=-\mathrm {Id} } folgt {\displaystyle S_{x}(\gamma (t))=\gamma (-t)} für alle {\displaystyle t\in \mathbb {R} }.
Umgekehrt kann man in jeder Riemannschen Mannigfaltigkeit lokal (in einer hinreichend kleinen Umgebung {\displaystyle U} eines Punktes {\displaystyle x}) eine geodätische Spiegelung {\displaystyle S_{x}:U\rightarrow U} durch {\displaystyle S_{x}(\gamma (t))=\gamma (-t)} definieren. Eine Riemannsche Mannigfaltigkeit heißt lokal symmetrisch, wenn {\displaystyle S_{x}} auf seinem Definitionsbereich eine Isometrie ist. Sie ist ein symmetrischer Raum, falls {\displaystyle S_{x}} eine Isometrie ist und sich auf ganz {\displaystyle M} definieren lässt.

### Homogener Raum
Jeder symmetrische Raum ist ein homogener Raum, d. h. von der Form {\displaystyle G/H} für eine zusammenhängende Lie-Gruppe {\displaystyle G} und eine kompakte Untergruppe {\displaystyle H\subset G}, so dass die Riemannsche Metrik unter der Links-Wirkung von {\displaystyle G} invariant ist. Cartan charakterisiert symmetrische Räume wie folgt:
Sei {\displaystyle G} eine zusammenhängende Liegruppe, {\displaystyle H\subset G} eine kompakte Untergruppe und {\displaystyle \sigma :G\rightarrow G} ein Liegruppenhomomorphismus mit {\displaystyle \sigma ^{2}=\mathrm {Id} } sowie {\displaystyle (G^{\sigma })_{0}\subset H\subset G^{\sigma }}. (Hier bezeichnet {\displaystyle G^{\sigma }} die Fixpunkte von {\displaystyle \sigma } und {\displaystyle (G^{\sigma })_{0}} die Zusammenhangskomponente des neutralen Elements. {\displaystyle \sigma } heißt Cartan-Involution.)
Dann trägt {\displaystyle M=G/H} eine {\displaystyle G}-invariante Riemannsche Metrik {\displaystyle g} und {\displaystyle (M,g)} ist ein symmetrischer Raum.

## Cartan-Zerlegung
Sei {\displaystyle M=G/K} ein symmetrischer Raum und {\displaystyle \sigma :G\rightarrow G} die Cartan-Involution. Seien {\displaystyle {\mathfrak {g}},{\mathfrak {k}}} die Lie-Algebren von {\displaystyle G,K}.
Sei {\displaystyle \theta =d_{0}\sigma :{\mathfrak {g}}\rightarrow {\mathfrak {g}}}. Wegen {\displaystyle \theta ^{2}=1} sind {\displaystyle \pm 1} die einzigen Eigenwerte, {\displaystyle {\mathfrak {k}}} ist der Eigenraum zum Eigenwert {\displaystyle 1}.  Wir bezeichnen mit {\displaystyle {\mathfrak {p}}} den Eigenraum zum Eigenwert {\displaystyle -1}, er entspricht dem Tangentialraum an {\displaystyle G/K} in {\displaystyle \left[e\right]}. Dann ist
{\displaystyle {\mathfrak {g}}={\mathfrak {k}}+{\mathfrak {p}}} und
{\displaystyle [{\mathfrak {k}},{\mathfrak {k}}]\subseteq {\mathfrak {k}}}, {\displaystyle [{\mathfrak {k}},{\mathfrak {p}}]\subseteq {\mathfrak {p}}}, {\displaystyle [{\mathfrak {p}},{\mathfrak {p}}]\subseteq {\mathfrak {k}}}.
Die mit Hilfe der Killing-Form {\displaystyle B} definierte Form
{\displaystyle B_{\theta }(X,Y):=B(X,\theta Y)}
ist positiv semidefinit.
Umgekehrt gibt es zu einer Zerlegung {\displaystyle {\mathfrak {g}}={\mathfrak {k}}+{\mathfrak {p}}} mit diesen Eigenschaften immer eine Involution {\displaystyle \theta } auf {\displaystyle {\mathfrak {g}}}, die {\displaystyle +1} auf {\displaystyle {\mathfrak {k}}} und {\displaystyle -1} auf {\displaystyle {\mathfrak {p}}} ist. Sei {\displaystyle G} die einfach zusammenhängende Lie-Gruppe mit Lie-Algebra {\displaystyle {\mathfrak {g}}}, dann gibt es zu {\displaystyle \theta } eine Involution {\displaystyle \sigma :G\rightarrow G} mit {\displaystyle \theta =d_{0}\sigma } und damit einen symmetrischen Raum {\displaystyle M=G/K}.

### Beispiel
{\displaystyle {\mathfrak {sl}}(n,\mathbb {C} )={\mathfrak {su}}(n)\oplus {\mathfrak {p}}}
mit {\displaystyle {\mathfrak {p}}=\left\{A\in {\mathfrak {sl}}(n,\mathbb {C} ):A={\overline {A}}^{t}\right\}} ist eine Cartan-Zerlegung.

## Typen symmetrischer Räume

### Definitionen
Ein symmetrischer Raum {\displaystyle M=G/K} ist von kompaktem Typ, wenn die Killing-Form auf {\displaystyle {\mathfrak {g}}} negativ semidefinit ist.
Ein symmetrischer Raum {\displaystyle M=G/K} ist von euklidischem Typ, wenn {\displaystyle {\mathfrak {p}}} abelsch ist.
Ein symmetrischer Raum {\displaystyle M=G/K} ist von nichtkompaktem Typ, wenn die Killing-Form auf {\displaystyle {\mathfrak {g}}} nicht-ausgeartet, aber nicht negativ semidefinit und {\displaystyle {\mathfrak {g}}={\mathfrak {k}}\oplus {\mathfrak {p}}} eine Cartan-Zerlegung ist. (In diesem Fall ist {\displaystyle G} halbeinfach und {\displaystyle K\subset G} eine maximal kompakte Untergruppe.)

### Beispiele
- Die Sphäre {\displaystyle S^{n}=\operatorname {SO} (n+1)/\operatorname {SO} (n)} ist ein symmetrischer Raum von kompaktem Typ.
- Der euklidische Raum ist ein symmetrischer Raum von euklidischem Typ, ebenso der n-dimensionale Torus.
- Der hyperbolische Raum {\displaystyle H^{n}=\operatorname {SO} (n,1)/\operatorname {SO} (n)} ist ein symmetrischer Raum von nichtkompaktem Typ. {\displaystyle \operatorname {SL} (n,\mathbb {R} )/\operatorname {SO} (n)} und {\displaystyle \operatorname {SL} (n,\mathbb {C} )/\operatorname {SU} (n)} sind symmetrische Räume von nichtkompaktem Typ.

### Produkt-Zerlegung
Ein symmetrischer Raum heißt irreduzibel, wenn er sich nicht als Produkt zweier nichttrivialer symmetrischer Räume zerlegen lässt, reduzibel sonst. Jeder symmetrische Raum lässt sich als Produkt irreduzibler symmetrischer Räume von kompaktem, euklidischem und nichtkompaktem Typ zerlegen.

### Schnittkrümmung
Symmetrische Räume von kompaktem Typ haben Schnittkrümmung {\displaystyle \geq 0}, symmetrische Räume von euklidischem Typ haben Schnittkrümmung {\displaystyle 0}, symmetrische Räume von nichtkompaktem Typ haben Schnittkrümmung {\displaystyle \leq 0}.
Symmetrische Räume von nichtkompaktem Typ sind  CAT(0)-Räume und zusammenziehbar.

### Dualität
Der symmetrische Raum {\displaystyle M=G_{1}/K} mit {\displaystyle {\mathfrak {g}}_{1}={\mathfrak {k}}\oplus {\mathfrak {p}}} ist von kompaktem Typ genau dann, wenn der symmetrische Raum {\displaystyle M=G_{2}/K} mit {\displaystyle {\mathfrak {g}}_{2}={\mathfrak {k}}\oplus i{\mathfrak {p}}\subset {\mathfrak {g}}\otimes \mathbb {C} } von nichtkompaktem Typ ist. Man bezeichnet diese beiden symmetrischen Räume als dual zueinander. Zu einem gegebenen symmetrischen Raum von nichtkompaktem Typ {\displaystyle G/K} wird das kompakte Dual mit {\displaystyle G^{u}/K} bezeichnet.
Beispiele:
- Der hyperbolische Raum ist dual zur Sphäre.
- {\displaystyle \operatorname {SL} (n,\mathbb {R} )/\operatorname {SO} (n)} ist dual zu {\displaystyle (\operatorname {SO} (n)\times \operatorname {SO} (n))/\operatorname {SO} (n)=\operatorname {SO} (n)}.

## Rang
Der Rang eines symmetrischen Raumes {\displaystyle M} ist definiert als
{\displaystyle \mathrm {rk} (M):=\max \left\{\dim(F):F\subset T_{x}M,x\in M,\mathrm {sec} |_{F}\equiv 0\right\}},
d. h. die Dimension eines maximalen Unterraumes, auf dem die Schnittkrümmung verschwindet.
Beispiel: {\displaystyle \mathrm {rk} (\operatorname {SL} (n,\mathbb {R} )/\operatorname {SO} (n))=n-1}.

### Symmetrische Räume vom Rang 1
Die einzigen nichtkompakten symmetrischen Räume mit {\displaystyle \mathrm {rk} (M)=1} sind
- {\displaystyle \mathbb {R} ^{1}},
- die reell-hyperbolischen Räume {\displaystyle \operatorname {SO} (n,1)/\operatorname {SO} (n)},
- die komplex-hyperbolischen Räume {\displaystyle \operatorname {SU} (n,1)/\operatorname {SU} (n)},
- die quaternionisch-hyperbolischen Räume {\displaystyle \operatorname {Sp} (n,1)/\operatorname {Sp} (n)} und
- die Cayley-hyperbolische Ebene {\displaystyle F_{4}^{-20}/\operatorname {Spin} (9)}.

Die einzigen kompakten symmetrischen Räume vom Rang 1 sind die
- Sphären,
- die reellen projektiven Räume,
- die komplexen projektiven Räume,
- die quaternionischen projektiven Räume und
- die Cayley-projektive Ebene.

## Klassifikation
Es gibt eine vollständige Klassifikation symmetrischer Räume. Im Fall kompakter symmetrischer Räume ergibt sich folgende Tabelle (für die irreduziblen Faktoren, in die sich jeder symmetrische Raum zerlegen lässt):
| Label | {\displaystyle G}                    | {\displaystyle K}                                                     | Dimension                    | Rang                             |
| ----- | ------------------------------------ | --------------------------------------------------------------------- | ---------------------------- | -------------------------------- |
| AI    | {\displaystyle \mathrm {SU} (n)\,}   | {\displaystyle \mathrm {SO} (n)\,}                                    | {\displaystyle (n-1)(n+2)/2} | {\displaystyle n-1}              |
| AII   | {\displaystyle \mathrm {SU} (2n)\,}  | {\displaystyle \mathrm {Sp} (n)\,}                                    | {\displaystyle (n-1)(2n+1)}  | {\displaystyle n-1}              |
| AIII  | {\displaystyle \mathrm {SU} (p+q)\,} | {\displaystyle \mathrm {S} (\mathrm {U} (p)\times \mathrm {U} (q))\,} | {\displaystyle 2pq}          | {\displaystyle min(p,q)}         |
| BDI   | {\displaystyle \mathrm {SO} (p+q)\,} | {\displaystyle \mathrm {SO} (p)\times \mathrm {SO} (q)\,}             | {\displaystyle pq}           | {\displaystyle min(p,q)}         |
| DIII  | {\displaystyle \mathrm {SO} (2n)\,}  | {\displaystyle \mathrm {U} (n)\,}                                     | {\displaystyle n(n-1)}       | {\displaystyle \left[n/2\right]} |
| CI    | {\displaystyle \mathrm {Sp} (n)\,}   | {\displaystyle \mathrm {U} (n)\,}                                     | {\displaystyle n(n+1)}       | {\displaystyle n}                |
| CII   | {\displaystyle \mathrm {Sp} (p+q)\,} | {\displaystyle \mathrm {Sp} (p)\times \mathrm {Sp} (q)\,}             | {\displaystyle 4pq}          | {\displaystyle min(p,q)}         |
| EI    | {\displaystyle E_{6}\,}              | {\displaystyle \mathrm {Sp} (4)/\{\pm I\}\,}                          | 42                           | 6                                |
| EII   | {\displaystyle E_{6}\,}              | {\displaystyle \mathrm {SU} (6)\cdot \mathrm {SU} (2)\,}              | 40                           | 4                                |
| EIII  | {\displaystyle E_{6}\,}              | {\displaystyle \mathrm {SO} (10)\cdot \mathrm {SO} (2)\,}             | 32                           | 2                                |
| EIV   | {\displaystyle E_{6}\,}              | {\displaystyle F_{4}\,}                                               | 26                           | 2                                |
| EV    | {\displaystyle E_{7}\,}              | {\displaystyle \mathrm {SU} (8)/\{\pm I\}\,}                          | 70                           | 7                                |
| EVI   | {\displaystyle E_{7}\,}              | {\displaystyle \mathrm {SO} (12)\cdot \mathrm {SU} (2)\,}             | 64                           | 4                                |
| EVII  | {\displaystyle E_{7}\,}              | {\displaystyle E_{6}\cdot \mathrm {SO} (2)\,}                         | 54                           | 3                                |
| EVIII | {\displaystyle E_{8}\,}              | {\displaystyle \mathrm {Spin} (16)/\{\pm vol\}\,}                     | 128                          | 8                                |
| EIX   | {\displaystyle E_{8}\,}              | {\displaystyle E_{7}\cdot \mathrm {SU} (2)\,}                         | 112                          | 4                                |
| FI    | {\displaystyle F_{4}\,}              | {\displaystyle \mathrm {Sp} (3)\cdot \mathrm {SU} (2)\,}              | 28                           | 4                                |
| FII   | {\displaystyle F_{4}\,}              | {\displaystyle \mathrm {Spin} (9)\,}                                  | 16                           | 1                                |
| G     | {\displaystyle G_{2}\,}              | {\displaystyle \mathrm {SO} (4)\,}                                    | 8                            | 2                                |

Die Klassifikation (irreduzibler) symmetrischer Räume von nichtkompaktem Typ ergibt sich aus der Klassifikation kompakter symmetrischer Räume mit dem Dualitätsprinzip.